# 2月26日
2月26日（にがつにじゅうろくにち）は、グレゴリオ暦で年始から57日目にあたり、年末まであと308日（閏年では309日）ある。

## できごと

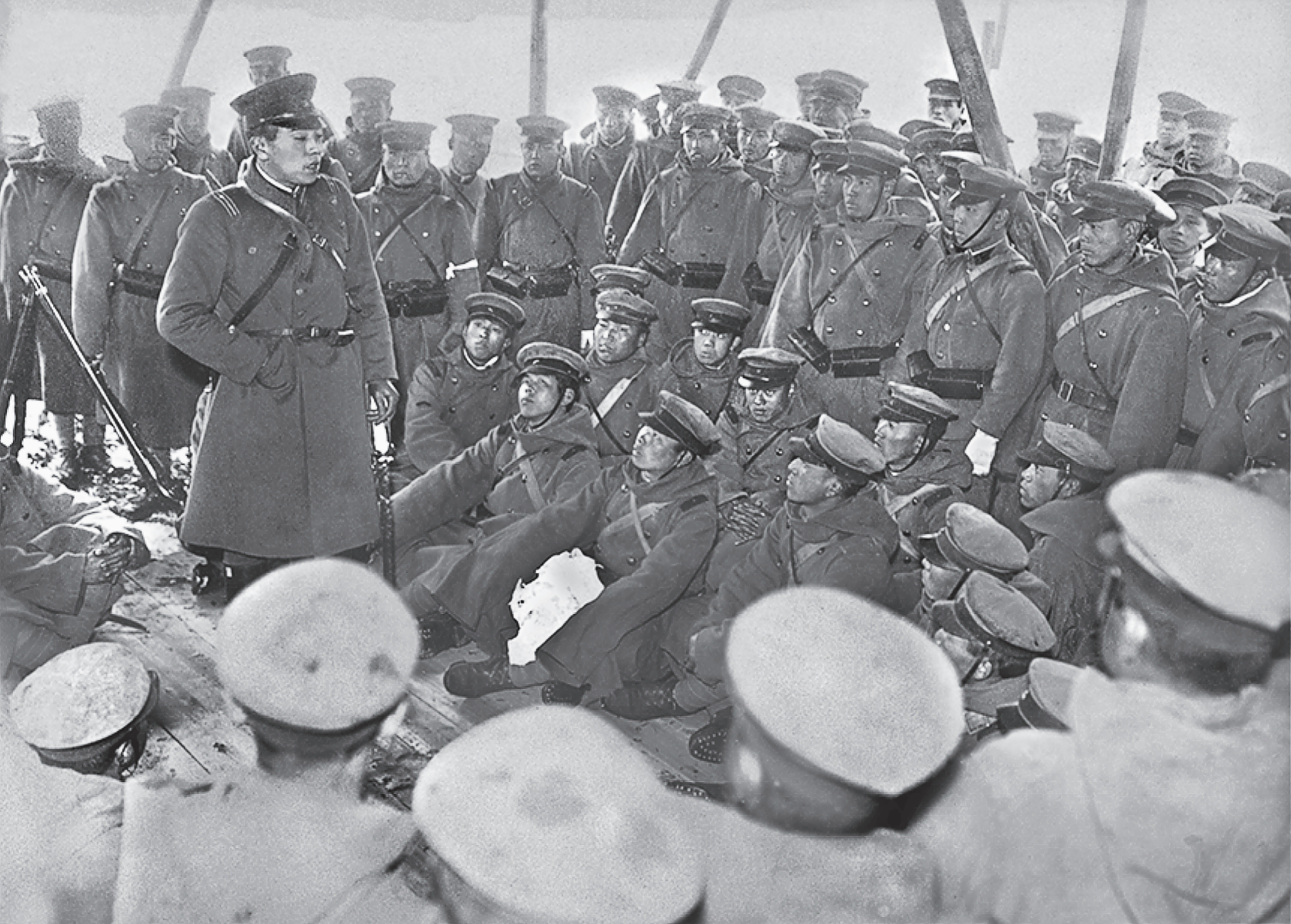
二・二六事件発生（1936）。画像は、丹生誠忠中尉。

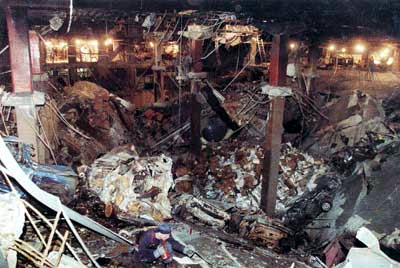
ニューヨーク世界貿易センタービル爆破事件(1993)。

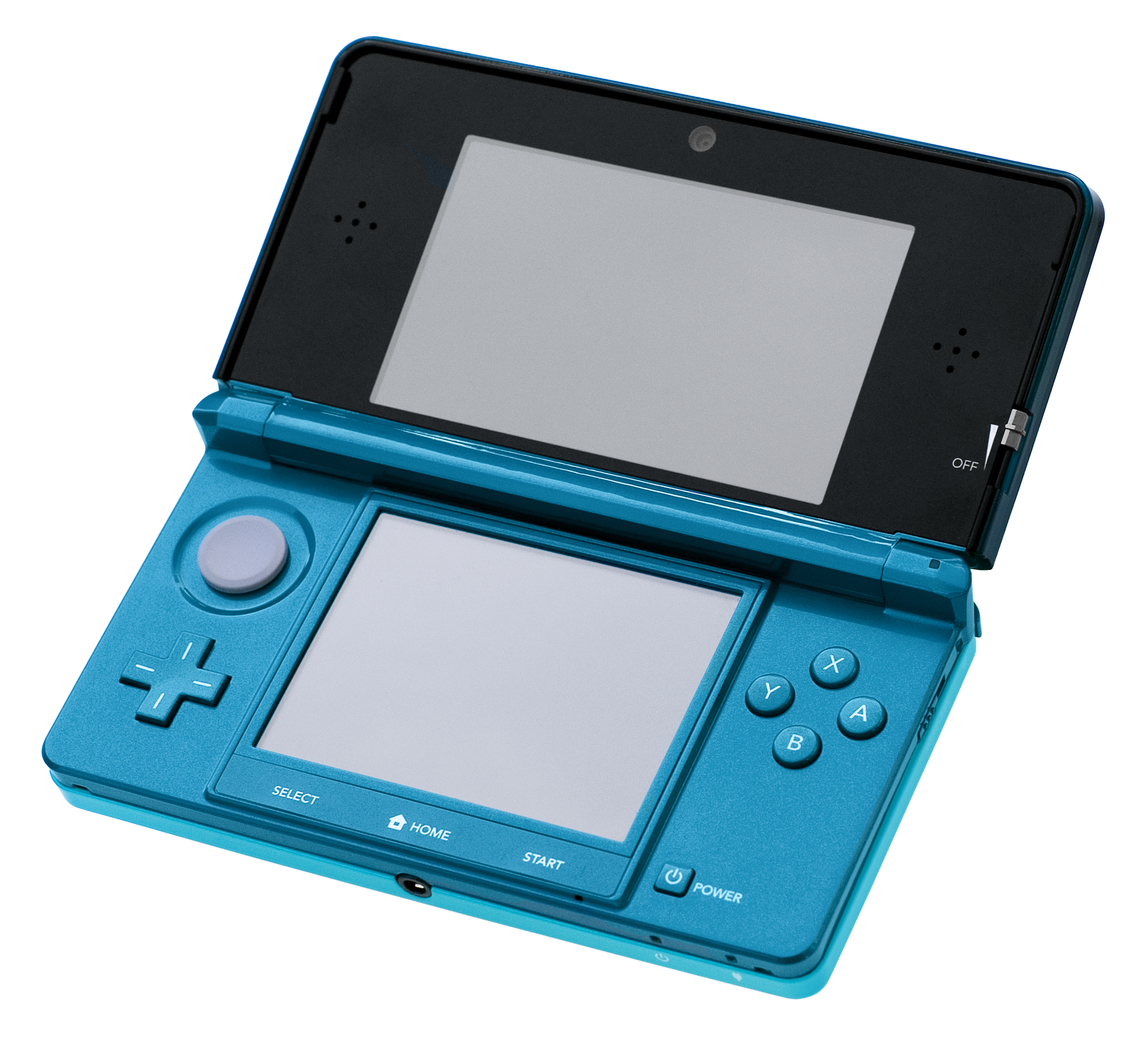
ニンテンドー3DS発売(2011)。

- 紀元前747年 - プトレマイオスの主張によるナボナッサル紀元の紀元の日。
- 364年 - ウァレンティニアヌス1世がローマ皇帝に選出。
- 745年（天平17年1月21日） - 行基が大僧正になる。
- 1226年 - 教皇派と皇帝派の戦い：ベネヴェントの戦い。南イタリアのベネヴェント近郊で、ホーエンシュタウフェン家とカペー家が戦い、カペー家が勝利。
- 1550年（天文19年2月10日） - 豊後国大友氏の後継者争いで、大友義鎮支持派の家臣が当主大友義鑑の居館を襲撃。後継者・塩市丸らが殺され、義鑑も2日後に死亡する（二階崩れの変）。
- 1634年（寛永11年1月29日） - 江戸幕府が大名火消を設置する。
- 1714年（正徳4年1月12日） - 江戸城大奥の絵島が生島新五郎と密会する。江島生島事件の発端。
- 1815年 - ナポレオン・ボナパルトがエルバ島を脱出。
- 1819年 - シモン・ボリバルが大コロンビアの大統領に選任され、ヌエバ・グラナダ解放作戦（コロンビア独立戦争）が始まる。
- 1848年 - フランス第二共和政が宣言される。
- 1871年 - フランス・ドイツ間で講和の仮条約（ドイツ語版、フランス語版）が締結され、普仏戦争が終結。
- 1885年 - 前年11月から行われていたベルリン会議が終了。ベルリン協定が締結され、列強によるアフリカ分割の原則を確認。
- 1919年 - グランド・キャニオン国定公園が、国立公園（グランド・キャニオン国立公園）に指定される。
- 1929年 - グランドティトン国立公園を設置。
- 1936年 - 二・二六事件。日本陸軍の青年将校らがクーデター。内大臣齋藤實、大蔵大臣高橋是清、陸軍教育総監渡辺錠太郎らが殺害される[1]。
- 1936年 - アドルフ・ヒトラーがドイツ東部にフォルクスワーゲンの最初の工場を建設。
- 1945年 - 伊号第三百七十潜水艦が戦没。
- 1951年 - 日本初の血液銀行・日本ブラッドバンク（後のミドリ十字）が開業。
- 1952年 - イギリスが原爆保有を公表。
- 1955年 - サンケイスポーツを大阪市で創刊。
- 1966年 - ゴダイの虐殺。
- 1966年 - アメリカのアポロ計画において、サターンIB 型ロケットの発射試験（アポロAS-201）が行われる。
- 1968年 - 成田空港問題：第1次成田デモ事件。
- 1971年 - 国連事務総長のウ・タントが、アースデイ宣言書に署名。
- 1973年 - ベトナム戦争：パリでベトナム和平保障国際会議開催。
- 1980年 - イスラエルとエジプトが国交を樹立。
- 1990年 - ニカラグア総選挙で、ニカラグア革命から11年間政権の座にあったサンディニスタ民族解放戦線が敗北。
- 1991年 - 湾岸戦争：サッダーム・フセインがラジオでイラク軍をクウェートから撤退させると表明。
- 1993年 - ニューヨーク世界貿易センタービル爆破事件。
- 1993年 - 作曲家の服部良一に国民栄誉賞が贈られる（没後追贈）。
- 1995年 - イギリスの名門投資銀行・ベアリングス銀行が経営破綻。
- 1996年 - 法制審議会、選択的夫婦別姓制度導入など民法の一部を改正する法律案要綱を法相に答申。
- 1999年 - JR西日本の大阪近郊区間でJスルーカードの使用開始。
- 2000年 - アイスランド・ヘクラ火山が噴火。
- 2001年 - ターリバーンがバーミヤンの大仏を破壊すると宣言。同年3月に破壊。
- 2003年 - ダルフール紛争が始まる。
- 2003年 - 飛鳥時代の迎賓館跡とされる奈良県明日香村の石神遺跡から、元嘉暦に基づく具注暦を記した木簡が発見される[2]。
- 2004年 - マケドニアのボリス・トライコフスキ大統領らが乗った政府専用機が、サラエヴォ南方80kmの山岳地帯で墜落。大統領を含む搭乗者9人全員が死亡。
- 2005年 - 宇宙航空研究開発機構が運輸多目的衛星「MTSAT-1R」（ひまわり6号）を打上げ。
- 2011年 - 任天堂の携帯型ゲーム機、ニンテンドー3DSが日本国内で発売。
- 2011年 - リビア情勢に関して国際連合安全保障理事会決議1970が採択される。
- 2013年 - ルクソール熱気球墜落事故: エジプトのルクソールで、観光客を乗せた熱気球が飛行中に出火し墜落。日本人観光客4人を含む19人が亡くなった[3]。
- 2019年 - インドがパキスタン領内の過激派の拠点を空爆。翌日には双方の空軍戦闘機も出撃して空中戦に発展した[4][5]。
- 2019年 - 韓国で、日本の植民地支配に抵抗して1919年に起きた三・一独立運動から１００周年になるのに合わせ、４千人を超える特別赦免案を閣議決定した[6]。
- 2021年 - ミャンマーのヤンゴンで、国軍への抗議デモを取材していた日本人ジャーナリストが警察当局に拘束されたが、数時間後に解放された[7]。
- 2022年 - ロシア軍が、ウクライナの首都キエフに侵攻した[8]。同年24日の戦争開始から3日目。
- 2022年 - アメリカやEUがロシア大手銀行を国際決済システムから締め出す金融制裁を科すことで合意[9]。

## 誕生日

### 人物

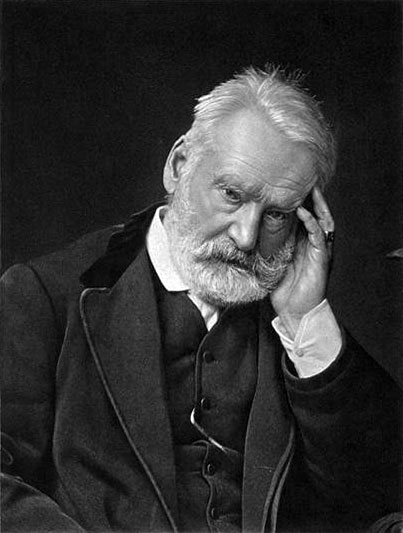
ロマン主義詩人ヴィクトル・ユーゴー(1802-1885)誕生。代表作『レ・ミゼラブル』(1862)

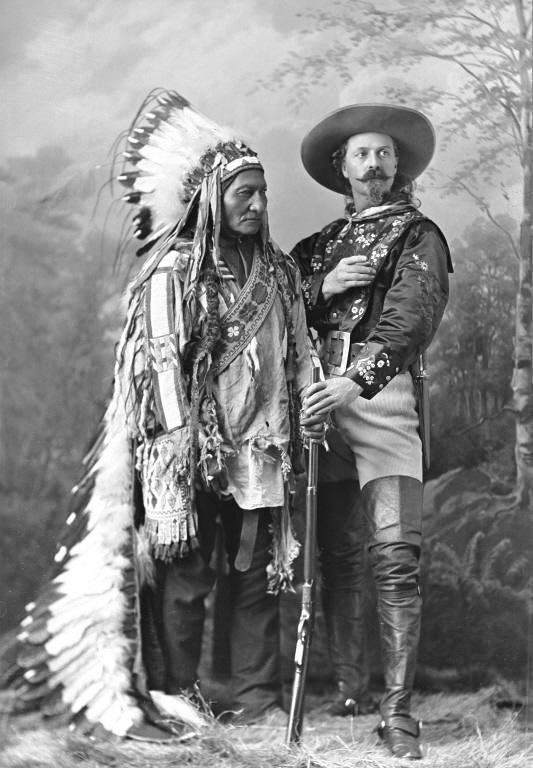
西部開拓時代のヒーロー、バッファロー・ビル(1846-1917)誕生。

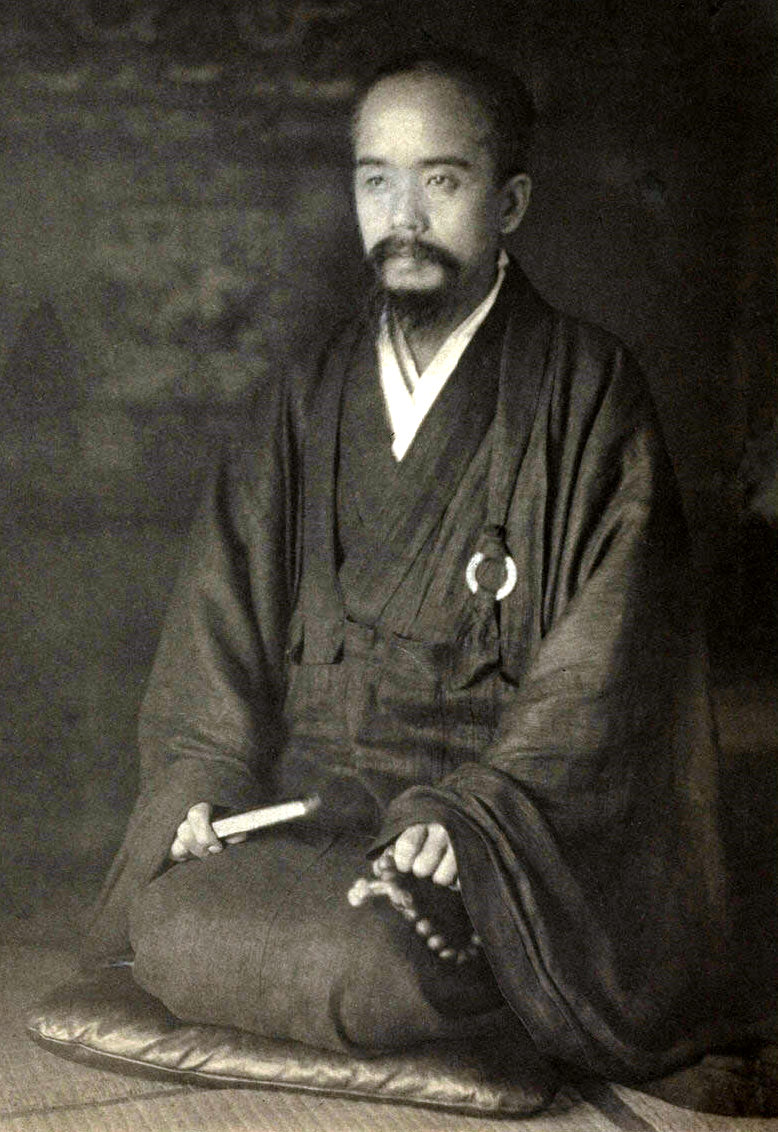
仏教学者、探検家河口慧海(1866-1945)誕生。仏教の原典研究のためチベットに密入国し、日本人としてはじめてラサに到達。多くの仏典や資料、植物標本などを日本へ持ち帰った。

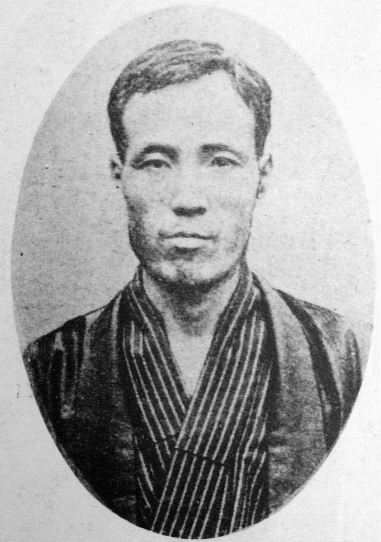
歌人与謝野鉄幹(1873-1935)誕生。

- 1361年 - ヴェンツェル、神聖ローマ皇帝（+ 1419年）
- 1416年 - クリストファ3世、デンマーク王、スウェーデン王、ノルウェー王（+ 1448年）
- 1422年（応永29年2月5日）- 徳大寺公有、公卿（+ 1486年）
- 1564年 - クリストファー・マーロウ、劇作家、詩人、翻訳家（+ 1593年）
- 1629年 - アーチボルド・キャンベル、貴族（+ 1685年）
- 1643年 （寛永20年1月8日）- 細川綱利、第3代熊本藩主 （+ 1714年）
- 1671年 - アントニー・アシュリー＝クーパー、哲学者、政治家（+ 1713年）
- 1677年 - ニコラ・ファーゴ、作曲家、音楽教師（+ 1745年）
- 1714年 （正徳4年1月12日）- 上杉宗憲、第6代米沢藩主 （+ 1734年）
- 1715年 - クロード＝アドリアン・エルヴェシウス、哲学者、啓蒙思想家。（+ 1771年）
- 1718年 - ヨハン・エルンスト・グンネルス、司教、植物学者（+ 1773年）
- 1746年 - マリア・アマーリア・ダズブルゴ、フェルディナンド1世の妃（+ 1804年）
- 1770年 - アントニーン・レイハ、作曲家、音楽理論家（+ 1836年）
- 1786年 - フランソワ・アラゴ、数学者、物理学者（+ 1853年）
- 1799年 - エミール・クラペイロン、物理学者（+ 1864年）
- 1804年 （享和4年1月16日）- 戸田忠温、第4代宇都宮藩主 （+ 1851年）
- 1802年 - ヴィクトル・ユーゴー、作家（+ 1885年）
- 1806年 （文化4年1月6日）- 阿部正権、初代白河藩主 （+ 1823年）
- 1807年 - テオフィル＝ジュール・ペルーズ、化学者（+1867年）
- 1808年 - オノレ・ドーミエ、画家（+ 1879年）
- 1826年 （文政9年1月20日）- 三浦義次、第7代勝山藩主 （+ 1883年）
- 1829年 - リーヴァイ・ストラウス、リーバイス創設者（+ 1902年）
- 1842年 - カミーユ・フラマリオン、天文学者（+ 1925年）
- 1846年 - バッファロー・ビル、ガンマン（+ 1917年）
- 1849年 （嘉永2年2月4日）- 蒔田広孝、初代浅尾藩主 （+ 1918年）
- 1852年 - ジョン・ハーヴェイ・ケロッグ、菜食主義者、ケロッグ社共同創設者（+ 1943年）
- 1857年 - エミール・クーエ、心理学者（+ 1926年）
- 1861年 - フェルディナント、ブルガリア国王（+ 1948年）
- 1866年（慶応2年1月12日） - 河口慧海、僧侶、仏教学者、探検家（+ 1945年）
- 1869年 - ナデジダ・クルプスカヤ、政治家、革命家、教育家（+ 1939年）
- 1873年 - 与謝野鉄幹、歌人（+ 1935年）
- 1873年 - 河東碧梧桐、俳人（+ 1937年）
- 1879年 - フランク・ブリッジ、作曲家（+ 1941年）
- 1880年 - ケネス・エッジワース、天文学者、経済学者（+ 1972年）
- 1882年 - ロベール・ファルコ、弁護士、裁判官（+ 1960年）
- 1882年 - ハズバンド・キンメル、海軍軍人（+ 1968年）
- 1883年 - ナイジェル・バーカー、陸上選手（+ 1948年）
- 1887年 - ピート・アレクサンダー、元プロ野球選手（+ 1950年）
- 1887年 - ステファン・グラビンスキ、作家（+ 1936年）
- 1893年 - 山田珠樹、フランス文学者（+1943年）
- 1896年 - アンドレイ・ジダーノフ、政治家（+ 1948年）
- 1899年 - 島田清次郎、小説家（+ 1930年）
- 1900年 - ハリナ・コノパッカ、陸上競技選手（+ 1989年）
- 1902年 - ヴェルコール、小説家、画家（+ 1991年）
- 1903年 - 高橋衛、官僚、政治家（+1986年）
- 1903年 - ジュリオ・ナッタ、化学者（+ 1979年）
- 1903年 - オード・ウィンゲート、軍人（+ 1944年）
- 1904年 - 小渕光平、政治家（+ 1958年）
- 1904年 - 新井耕吉郎、農業技師（台湾紅茶の父）（+1946年）
- 1906年 - 川崎守之助、東京川崎財閥3代目総帥（+ 1977年）
- 1906年 - 岩佐凱実、銀行家（+2001年）
- 1906年 - マデリーン・キャロル、女優（+ 1987年）
- 1908年 - テックス・アヴェリー、アニメーター（+ 1980年）
- 1909年 - タラール1世、ヨルダン国王（+ 1972年）
- 1909年 - グンナル・アンデシェン、スキージャンプ選手（+ 1988年）
- 1910年 - 原駒子、女優（+ 1968年）
- 1910年 - セルゲイ・ゴルシコフ、海軍軍人（+ 1988年）
- 1911年 - 岡本太郎、芸術家（+ 1996年）
- 1911年 - 伊藤翁介、作曲家、ギター奏者（+2009年）
- 1911年 - 綾小路絃三郎、俳優（+ 1988年）
- 1911年 - 山本幸雄、官僚、政治家（+ 2007年）
- 1913年 - 本田実、アマチュア天文家（+ 1990年）
- 1913年 - 浅蔵五十吉、陶芸家（+ 1998年）
- 1916年 - エミール・クレイド、ドイツ空軍のエース・パイロット（+ 2010年）
- 1916年 - ジャッキー・グリーソン、俳優、コメディアン（+ 1987年）
- 1917年 - 南郷茂男、軍人（+ 1944年）
- 1917年 - カーラ・レーマン、女優（+ 1990年）
- 1918年 - シオドア・スタージョン、SF作家（+ 1985年）
- 1919年 - 黒田三郎、詩人（+ 1980年）
- 1920年 - 川内康範、作詞家、脚本家、作家（+ 2008年）
- 1920年 - トニー・ランドール、俳優（+ 2004年）
- 1921年 - ヴォルフ・エッテル、ドイツ空軍のエース・パイロット（+ 1943年）
- 1921年 - ベティ・ハットン、女優（+ 2007年）
- 1921年 - 花柳小菊、女優（+2011年）
- 1922年 - ウィリアム・ボーモル、経済学者（+ 2017年）
- 1922年 - 武内つなよし、漫画家（+ 1987年）
- 1924年 - 竹下登、政治家、第74代内閣総理大臣（+ 2000年）
- 1925年 - 高木均、俳優、声優（+ 2004年）
- 1925年 - 津神久三、イラストレーター（+ 2017年）
- 1926年 - バーン・ガニア、プロレスラー（+ 2015年）
- 1926年 - ドリス・ベラック、女優（+ 2011年）
- 1928年 - 上田哲、政治家（+ 2008年）
- 1928年 - 三沢郷、作曲家（+2007年）
- 1928年 - 中山昭二、俳優（+1998年）
- 1928年 - アリエル・シャロン、政治家（+ 2014年）
- 1928年 - ファッツ・ドミノ、ミュージシャン（+ 2017年）
- 1929年 - 五社英雄、映画監督（+ 1992年）
- 1930年 - 大久保三郎、ピアニスト（+1998年）
- 1930年 - 日高敏隆、動物行動学者（+ 2009年）
- 1930年 - ラザール・ベルマン、ピアニスト（+ 2005年）
- 1931年 - 岡本伊三美、元プロ野球選手、プロ野球監督
- 1932年 - 神宮輝夫、翻訳家、児童文学研究科（+2021年）
- 1932年 - ジョニー・キャッシュ、カントリーロック歌手（+ 2003年）
- 1933年 - 渡辺省三、元プロ野球選手（+ 1998年）
- 1933年 - ジェームズ・ゴールドスミス、実業家 、欧州議会議員（+ 1997年）
- 1935年 - 日如、日蓮正宗僧侶
- 1935年 - 三田登喜子、女優
- 1936年 - 山花貞夫、政治家（+ 1999年）
- 1936年 - 宮本康昭、法学者、弁護士
- 1937年 - マーク・ルーイン、プロレスラー
- 1937年 - エドゥアルド・アロヨ、画家
- 1938年 - 愛新覚羅慧生、溥儀の姪（+ 1957年）
- 1938年 - 梶本靖郎、元プロ野球選手
- 1938年 - 高橋正勝、元プロ野球選手
- 1940年 - 小川是、横浜銀行頭取（+ 2017年）
- 1940年 - 藤城裕士、声優、俳優、演出家（+2016年）
- 1941年 - アントニオ古賀、歌手、ギタリスト
- 1942年 - 山下洋輔、ジャズピアニスト、作曲家、エッセイスト
- 1942年 - 今村仁司、哲学者（+ 2007年）
- 1942年 - ヨゼフ・アダメツ、元サッカー選手、指導者
- 1943年 - ビル・デューク、俳優、映画監督
- 1943年 - ダンテ・フェレッティ、プロダクションデザイナー、アートディレクター、衣裳デザイナー
- 1944年 - 鈴木佳秀、聖書学者
- 1944年 - レギーネ・ハイツァー、フィギュアスケート選手
- 1945年 - ムサシ中野、元プロボクサー（+1996年）
- 1945年 - マータ・クリステン、女優
- 1945年 - ピーター・ブロック、レーシングドライバー（+ 2006年）
- 1946年 - アハメッド・ズウェイル、化学者（+ 2016年）
- 1946年 - コリン・ベル、元サッカー選手（+ 2021年）
- 1947年 - 近藤彰男、実業家
- 1947年 - 藤田訓弘、元プロ野球選手
- 1948年 - 土田よしこ、漫画家（+ 2023年）
- 1948年 - 河村健一郎、元プロ野球選手
- 1948年 - 門田博光、元プロ野球選手（+ 2023年）
- 1948年 - シャーリン・マクラム、作家
- 1949年 - 海江田万里、政治家、衆議院議員
- 1949年 - 米田徹、政治家
- 1949年 - 篠崎実、オートレース選手
- 1949年 - エリザベス・ジョージ、推理作家
- 1949年 - エマ・カークビー、ソプラノ歌手
- 1950年 - 渡辺和博、編集者、漫画家、イラストレーター（+2007年）
- 1950年 - ヘレン・クラーク、政治家
- 1952年 - 池原しげと、漫画家
- 1953年 - 嵩瀬ひろし、漫画家
- 1953年 - マイケル・ボルトン、歌手
- 1954年 - レジェップ・タイイップ・エルドアン、政治家、12代トルコ大統領、59-61代トルコ首相
- 1954年 - エルンスト・アウグスト・フォン・ハノーファー、ハノーファー家家長
- 1955年 - 武上純希、脚本家
- 1955年 - アンドレアス・マイスリンガー、政治学者
- 1956年 - 桑田佳祐、ミュージシャン、歌手（サザンオールスターズ）
- 1956年 - 南美希子、タレント
- 1957年 - 笑福亭伯鶴、落語家
- 1957年 - 鈴木淑子、競馬ジャーナリスト
- 1957年 - キーナ・ロスハマー、元競泳選手
- 1957年 - ジョー・マレン、元アイスホッケー選手
- 1958年 - 森英治、ミュージシャン、作曲家
- 1958年 - 宇佐美毅、国文学者
- 1958年 - ミシェル・ウエルベック、小説家
- 1958年 - グレッグ・ジャーマン、俳優
- 1958年 - スーザン・J・ヘルムズ、空軍軍人、宇宙飛行士
- 1958年 - ティム・ケイン、政治家
- 1959年 - 中崎英也、作曲家、編曲家、音楽プロデューサー
- 1959年 - 奥和登、実業家
- 1959年 - アフメト・ダウトオール、学者、政治家
- 1961年 - 増田隆宣、キーボーディスト
- 1961年 - 塚本清彦、バスケットボール指導者、スポーツジャーナリスト
- 1961年 - 黒葛原淳一、元バレーボール選手
- 1962年 - 屋敷豪太、ミュージシャン
- 1962年 - ケリー・グルーバー、元プロ野球選手
- 1962年 - 安哲秀、政治家、大学教授、実業家
- 1963年 - アンジェロ・ダゴスティーノ、フィギュアスケート選手（+ 2016年）
- 1963年 - シュテファン・ユルゲンス、俳優
- 1964年 - 廣田浩章、元プロ野球選手
- 1964年 - マーク・ダカスコス、俳優
- 1965年 - 新井靖志、サックス奏者
- 1965年 - 赤石光生、レスリング選手
- 1965年 - 島袋修、元プロ野球選手
- 1965年 - ジェームズ・ミッチェル、プロレス・マネージャー
- 1966年 - 秋村謙宏、元プロ野球選手、プロ野球審判員
- 1967年 - 三浦知良[10]、プロサッカー選手
- 1967年 - 初芝清、元プロ野球選手
- 1967年 - 西川慎一、元プロ野球選手
- 1967年 - 吉田伸男、アナウンサー
- 1968年 - 大塚久美子、実業家
- 1969年 - 崎元仁、作曲家
- 1969年 - 王丹、中国民主化運動活動家
- 1970年 - 志村志保子、漫画家
- 1970年 - 高橋幸二、元プロ野球選手
- 1971年 - マックス・マーティン、音楽プロデューサー
- 1971年 - 原田政彦、元プロ野球選手
- 1971年 - エリカ・バドゥ、ミュージシャン
- 1971年 - ショーン・ベイカー、映画監督
- 1972年 - 遠藤一馬、ミュージシャン
- 1972年 - 北村祐子、元タレント
- 1973年 - マーシャル・フォーク、アメリカンフットボール選手
- 1973年 - ジェニー・トンプソン、競泳選手
- 1973年 - オーレ・グンナー・スールシャール、元サッカー選手、指導者
- 1973年 - アンドレ・タンネバーガー、DJ、ミュージシャン
- 1973年 - アンダース・ビョーラー、ヘヴィメタルミュージシャン、ギタリスト（アット・ザ・ゲイツ、ザ・ホーンテッド）
- 1973年 - ヨナス・ビョーラー、ヘヴィメタルミュージシャン、ベーシスト（アット・ザ・ゲイツ、ザ・ホーンテッド）
- 1974年 - 栃乃洋泰一、元大相撲力士
- 1974年 - ハウス加賀谷、タレント（松本ハウス）
- 1974年 - 山崎樹範、声優、俳優
- 1974年 - 藤澤オリエ、女優
- 1974年 - セバスチャン・ローブ、WRCドライバー
- 1974年 - 若林隆信、元プロ野球選手
- 1975年 - 尾藤桃子、女優、歌手
- 1975年 - 草野康太、俳優
- 1975年 - 児玉良香、アナウンサー、ナレーター、声優
- 1975年 - 清水真人、政治家
- 1975年 - 越田恵美子、元競輪選手
- 1975年 - 森山淳子、元バレーボール選手
- 1975年 - 田原晃司、元プロ野球選手
- 1975年 - マーク・デローサ、元プロ野球選手
- 1975年 - ラトカ・コヴァジーコヴァー、フィギュアスケート選手
- 1976年 - しろがねしょぉむ、声優
- 1977年 - Rio、歌手
- 1977年 - Lina、歌手（MAX）
- 1977年 - シェーン・ウィリアムス、ラグビー選手
- 1977年 - ティム・トーマス、元バスケットボール選手
- 1977年 - オ・ジョンセ、俳優
- 1978年 - アブドゥライ・ファイ、サッカー選手
- 1978年 - マイケル・ダースマ、野球選手
- 1979年 - 赤松俊理、NHKアナウンサー
- 1979年 - 葵みちる、漫画家
- 1979年 - 櫻井リヤ、漫画家
- 1979年 - センコウ、MC（ET-KING）
- 1979年 - コリーヌ・ベイリー・レイ、シンガーソングライター
- 1979年 - ゴー・タイン・ヴァン、歌手、モデル、女優
- 1979年 - ペドロ・メンデス、サッカー選手
- 1980年 - 石井里佳、シンガーソングライター
- 1980年 - 的場千尋、元サッカー選手、指導者
- 1980年 - 鹿島瞳、元競泳選手
- 1980年 - YUCCI、ミュージシャン（Agitato）
- 1980年 - スティーブ・ブレイク、元バスケットボール選手
- 1980年 - 方力申、俳優、歌手、元水泳選手
- 1980年 - 越後屋コースケ、声優
- 1981年 - 米山香織、プロレスラー
- 1982年 - 李娜、元プロテニス選手
- 1982年 - ネイト・ルイス、歌手（FUN.）
- 1983年 - ケープレル・ラヴェラン・リマ・フェレイラ、元サッカー選手
- 1984年 - 早川真由、声優
- 1984年 - 小林高也、元プロ野球選手
- 1984年 - エマニュエル・アデバヨール、元サッカー選手
- 1984年 - ベレン・サート、女優
- 1984年 - ナタリア・ラフォルカデ、シンガーソングライター
- 1985年 - 加賀美早紀、女優
- 1985年 - 水谷直樹、声優
- 1985年 - 藤本美貴、歌手、タレント
- 1985年 - 阪井一生、ギタリスト（flumpool、THE TURTLES JAPAN）
- 1985年 - サーニャ・リチャーズ、陸上競技選手
- 1985年 - フェルナンド・ジョレンテ、元サッカー選手
- 1986年 - 有村実樹、モデル
- 1986年 - 中村果生莉、グラビアアイドル
- 1986年 - 田中一行、漫画家
- 1986年 - クリスタル・ケイ、歌手
- 1987年 - 平牧仁、俳優、歌手
- 1987年 - 長谷川賢、総合格闘家
- 1988年 - 新谷仁美、陸上競技選手
- 1988年 - ダスティン・アクリー、元プロ野球選手
- 1988年 - エレア・ガイスラー、女優
- 1988年 - イ・ヨンヒ、女優、モデル
- 1989年 - ガブリエル・オベルタン、サッカー選手
- 1989年 - 矢野みなみ、元野球選手
- 1990年 - 伊藤工真、騎手
- 1990年 - 大江原圭、騎手
- 1990年 - 貴ノ岩義司、元大相撲力士
- 1990年 - 兼田亜季重、元サッカー選手
- 1990年 - エジソン・ドス・サントス・レイス、サッカー選手
- 1991年 - 上原奈美、歌手、タレント
- 1991年 - 大瀬あみ、女優
- 1991年 - 間宮結梨、声優
- 1991年 - CL、アイドル（2NE1）
- 1991年 - 田中シングル、お笑いタレント（8.6秒バズーカー）
- 1991年 - イ・チャンソプ、アイドル、ミュージカル俳優（BTOB）
- 1992年 - 篠崎愛、グラビアアイドル、歌手
- 1992年 - FeelDog、アイドル、ミュージシャン（BIGSTAR）
- 1992年 - 田辺優、元プロレスラー
- 1992年 - 芥見下々、漫画家
- 1993年 - 松島幸太朗、ラグビー選手
- 1993年 - 風張蓮、元プロ野球選手
- 1994年 - 張奕、プロ野球選手
- 1995年 - 佐々木春乃、ハンドボール選手
- 1995年 - 山田聡子、射撃競技選手
- 1995年 - 小峯愛未、声優
- 1996年 - 岩義人、俳優
- 1996年 - 青木瞭、俳優
- 1996年 - 関根花観、元陸上競技選手
- 1996年 - リチャード・ウレーニャ、プロ野球選手
- 1996年 - ティナ・シュタージンガー、フィギュアスケート選手
- 1996年 - 西尾優希、アナウンサー
- 1997年 - マウコム・フィリペ・シウヴァ・デ・オリヴェイラ、サッカー選手
- 1998年 - 尾台彩香、インフルエンサー、タレント
- 1999年 - 石原広教、サッカー選手
- 1999年 - 小野眞琳、フィギュアスケート選手
- 1999年 - 三上紗弥、女優
- 1999年 - 本田そら、アイドル（元AKB48）
- 1999年 - 澄田綾乃、グラビアアイドル
- 1999年 - キム・スンフン、アイドル（CIX）
- 2001年 - 湯川ひな、女優
- 2002年 - 高橋らら[11]、ファッションモデル
- 2002年 - 末永桜花 、アイドル（元SKE48）
- 2002年 - 三浦柚恵、元野球選手
- 2002年 - 細野晴希、プロ野球選手
- 2002年 - 松田啄磨、プロ野球選手
- 2003年 - 一本鎗希華、女優
- 2003年 - YOSHI、歌手、俳優（+ 2022年）
- 2003年 - 山﨑心、モデル
- 2004年 - 小島はな、タレント（AMEFURASSHI）
- 2007年 - 一ノ瀬瑠菜、グラビアアイドル（シャルロット）
- 2008年 - 柴山歩、フィギュアスケート選手
- 2012年 - 香月萌衣、子役
- 生年不詳 - 大竹美佳、声優
- 生年不詳 - しろがねしょぉむ、声優、俳優
- 生年不詳 - 千葉瑞己、声優、俳優
- 生年不詳 - 葵みちる、漫画家
- 生年不詳 - 上野すばる、漫画家
- 生年不詳 - 城綾音、漫画家
- 生年不詳 - 羽崎やすみ、漫画家
- 生年不詳 - 松本明澄、漫画家
- 生年不詳 - 水本みち、漫画家

### 動物など
- 1996年 - ザカリヤ、競走馬（+ 2013年）
- 1997年 - エアシャカール、競走馬 (+2003年)
- 2002年 - カネヒキリ、競走馬 (+2016年)
- 2018年 - テンハッピーローズ、競走馬

## 忌日

### 人物
- 870年（貞観12年2月19日） - 春澄善縄、平安時代の公卿（* 797年）
- 1154年 - ルッジェーロ2世、シチリア王（* 1095年）
- 1266年 - マンフレーディ、シチリア王（* 1232年）
- 1275年 - マーガレット・オブ・イングランド、アレグザンダー3世の妃（* 1240年）
- 1341年（興国2年2月10日） - 日道、日蓮正宗大石寺第4世法主（* 1283年）
- 1548年 - ロレンツィーノ・デ・メディチ、政治家、著述家（* 1514年）
- 1577年 - エリク14世、スウェーデン王（* 1533年）
- 1603年 - マリア・デ・アブスブルゴ、神聖ローマ皇帝マクシミリアン2世の皇后（* 1528年）
- 1611年 - アントニオ・ポッセヴィーノ、ローマ・カトリック教会の聖職者（* 1534年）
- 1614年（慶長18年1月18日） - 最上義光、出羽国の戦国大名、山形藩主（* 1546年）
- 1625年 - アンナ・ヴァーサ、スウェーデン王女（* 1568年）
- 1630年 - ウィリアム・ブレイド、作曲家、ヴァイオリニスト、ヴィオラ・ダ・ガンバ奏者（* 1560年）
- 1678年（延宝6年1月6日） - 夕霧太夫（初代）、遊女
- 1723年 - トマス・ダーフィー、劇作家、詩人（* 1653年）
- 1726年 - マクシミリアン2世エマヌエル、バイエルン選帝侯（* 1662年）
- 1763年 - 帝国クライスのブランデンブルク=バイロイト侯領フリードリヒ3世（* 1711年）
- 1770年 - ジュゼッペ・タルティーニ、作曲家、ヴァイオリニスト（* 1692年）
- 1790年 - ジョシュア・ロウリー、海軍軍人（* 1730年）
- 1801年（寛政13年1月14日） - 鈴木今右衛門、慈善家
- 1813年 - ロバート・リビングストン、アメリカ合衆国外務長官（* 1746年）
- 1815年 - フリードリヒ・ヨシアス・フォン・ザクセン＝コーブルク＝ザールフェルト、陸軍軍人（* 1737年）
- 1821年 - ジョゼフ・ド・メーストル、外交官、思想家（* 1753年）
- 1834年 - アロイス・ゼネフェルダー、俳優、劇作家（* 1771年）
- 1878年 - アンジェロ・セッキ、天文学者（* 1818年）
- 1889年 - カルル・ダヴィドフ、チェリスト（* 1838年）
- 1896年 - ホーレス・フィリップス、メジャーリーグベースボール監督（* 1853年）
- 1900年 - 品川弥二郎、長州藩士、政治家（* 1843年）
- 1903年 - リチャード・ジョーダン・ガトリング、発明家（* 1818年）
- 1906年 - 伊東祐麿、海軍軍人、政治家（* 1832年）
- 1911年 - ジョン・ラドクリフ、死刑執行人（* 1856年）
- 1913年 - フェリクス・ドレーゼケ、作曲家（* 1835年）
- 1919年 - 加納久宜、政治家（* 1848年）
- 1921年 - カール・メンガー、経済学者（* 1840年）
- 1930年 - 福井茂兵衛、俳優、落語家（* 1860年）
- 1931年 - オットー・ヴァラッハ、化学者（* 1847年）
- 1933年 - テューラ・ア・ダンマーク、ハノーファー王太子エルンスト・アウグストの妃（* 1853年）
- 1935年 - 松原岩五郎、小説家、ジャーナリスト（* 1866年）
- 1936年 - 高橋是清、政治家、第20代内閣総理大臣（* 1854年）
- 1936年 - 斎藤実、政治家、第30代内閣総理大臣（* 1858年）
- 1936年 - 松尾伝蔵、内閣総理大臣秘書官（* 1872年）
- 1936年 - 渡辺錠太郎、日本陸軍の教育総監（* 1874年）
- 1938年 - 小崎弘道、キリスト教の牧師（* 1856年）
- 1939年 - 斎藤博、外交官（* 1886年）
- 1939年 - アーサー・コールマン、地質学者（* 1852年）
- 1939年 - パーヴェル・ポスティシェフ、政治家（* 1887年）
- 1943年 - テオドール・アイケ、ナチス・ドイツ親衛隊大将（* 1892年）
- 1943年 - ルートヴィヒ・ベッカー、ドイツ空軍のエース・パイロット（* 1911年）
- 1944年 - ハインツ・フィンケ、ドイツ空軍のエース・パイロット（* 1920年）
- 1945年 - 橋本関雪、日本画家（* 1883年）
- 1958年 - 横山大観、日本画家（* 1868年）
- 1961年 - ムハンマド5世、モロッコ王（* 1909年）
- 1966年 - 八杉貞利、言語学者（* 1876年）
- 1966年 - ジーノ・セヴェリーニ、画家（* 1883年）
- 1968年 - 浜井信三、政治家、元広島市長（* 1905年）
- 1969年 - カール・ヤスパース、哲学者（* 1883年）
- 1969年 - 知花朝信、空手家（* 1885年）
- 1969年 - レヴィ・エシュコル、政治家、イスラエル首相（* 1895年）
- 1970年 - 山下太郎、実業家、元山下汽船社長（* 1896年）
- 1971年 - フェルナンデル、コメディアン（* 1903年）
- 1976年 - 金城哲夫、脚本家（* 1938年）
- 1977年 - 池田禎治、政治家（* 1910年）
- 1981年 - 川口大助、政治家、元秋田市長（* 1918年）
- 1981年 - ハワード・ハンソン、作曲家（* 1896年）
- 1981年 - ロバート・エイクマン、怪奇小説家（* 1919年）
- 1982年 - 衣笠貞之助、映画監督（* 1896年）
- 1983年 - 松井義男、ダイワ精工創業者（* 1906年）
- 1985年 - 藤堂明保、中国語学者、中国文学者（* 1915年）
- 1985年 - チャリング・クープマンス、経済学者（* 1910年）
- 1986年 - 今村太平、映画評論家（* 1911年）
- 1989年 - ロイ・エルドリッジ、ジャズ・トランペット奏者（* 1911年）
- 1990年 - 安藤豊禄、経営者、元小野田セメント社長
- 1991年 - 細川潤一、作曲家（* 1913年）
- 1992年 - 狩野明男、政治家（* 1934年）
- 1993年 - 佐藤一郎、官僚、政治家、元経済企画庁長官（* 1913年）
- 1993年 - ピーナ・カルミレッリ、ヴァイオリニスト（* 1914年）
- 1994年 - ビル・ヒックス、コメディアン（* 1961年）
- 1995年 - 沢瀉久敬、フランス哲学者（* 1904年）
- 1995年 - ジャック・クレイトン、映画監督（* 1921年）
- 1996年 - 桜井敏雄、歌手（* 1909年）
- 1996年 - 田中希代子、ピアニスト（* 1932年）
- 1996年 - 大藪春彦、小説家（* 1935年）
- 1996年 - ミェチスワフ・ヴァインベルク、作曲家（* 1919年）
- 1997年 - 岡田隆彦、詩人、美術評論家（* 1939年）
- 1998年 - 植村鷹千代、美術評論家（* 1911年）
- 1998年 - セオドア・シュルツ、経済学者（* 1902年）
- 1999年 - 片岡清一、政治家（* 1911年）
- 1999年 - ホセ・キンテーロ、映画監督（* 1924年）
- 2000年 - 今竹七郎、デザイナー（* 1905年）
- 2000年 - 高原駿雄、俳優（* 1923年）
- 2000年 - ジョージ・L・ストリート3世、アメリカ海軍軍人（* 1913年）
- 2000年 - ジョヴァンナ・ディ・サヴォイア、ボリス3世の妃（* 1907年）
- 2002年 - 成田亨、デザイナー、彫刻家（* 1929年）
- 2002年 - 桃井斉、地球科学者（* 1930年）
- 2002年 - ローレンス・ティアニー、俳優（* 1919年）
- 2003年 - 藤原彰、歴史家（* 1922年）
- 2003年 - 宮脇俊三、編集者、紀行作家（* 1926年）
- 2003年 - 桑原潤、実業家、ヤクルト本社社長、東京ヤクルトスワローズオーナー（* 1930年）
- 2004年 - アドルフ・エーンルート、フィンランド陸軍軍人（* 1905年）
- 2004年 - ボリス・トライコフスキ、政治家、マケドニア共和国大統領（* 1956年）
- 2005年 - ジェフ・ラスキン、コンピュータ技術者（* 1943年）
- 2006年 - エース・アダムズ、元プロ野球選手（* 1910年）
- 2006年 - ハインツ・ランゲ、ドイツ空軍のエース・パイロット（* 1917年）
- 2007年 - 高松英郎、俳優（* 1929年）
- 2007年 - 坂谷真史、競艇選手（* 1980年）
- 2008年 - 阿部光子、小説家（* 1912年）
- 2009年 - 黒田長久、鳥類学者（* 1916年）
- 2009年 - 木山弘、政治家、元奈良市長（* 1918年）
- 2009年 - 佐竹明夫、俳優（* 1926年）
- 2009年 - ジョニー・カー、バスケットボール選手、指導者（* 1932年）
- 2009年 - ウェンディ・リチャード、女優（* 1943年）
- 2009年 - ノーム・ヴァン・ライアー、バスケットボール選手（* 1947年）
- 2010年 - 南方英二、お笑い芸人（チャンバラトリオ）（* 1932年)
- 2010年 - 西岡久寿弥、免疫学者（* 1924年)
- 2010年 - ウィリアム・R・ラフルーア、日本研究者（* 1936年）
- 2010年 - Nujabes、DJ、音楽プロデューサー（* 1974年）
- 2011年 - 本多健一、化学者（* 1925年）
- 2012年 - 芳賀登、史学者（* 1926年）
- 2012年 - 鷲尾悦也、労働運動家、日本労働組合総連合会元会長、日本社会事業大学理事長（* 1938年）
- 2012年 - 米田一典、バレーボール指導者（* 1950年）
- 2013年 - 大塚道子、女優（* 1930年）
- 2013年 - 倉田栄一、ボートレーサー（* 1932年）
- 2013年 - 嶋村カオル、声優（* 1969年）
- 2013年 - マリー＝クレール・アラン、オルガニスト（* 1926年）
- 2013年 - ステファン・エセル、外交官、大使、作家（* 1917年）
- 2014年 - 山本文郎、アナウンサー（* 1934年）
- 2014年 - 西垣内堅佑、弁護士（* 1942年）
- 2014年 - パコ・デ・ルシア、 ギタリスト（* 1947年）
- 2015年 - 火坂雅志、小説家（* 1956年）
- 2015年 - 藤井義将、プロゴルファー（* 1929年）
- 2015年 - アール・ロイド、バスケットボール選手（* 1928年）
- 2016年 - 上野裕也、経済学者、元成蹊大学学長（* 1926年）
- 2016年 - 白鳥伸雄、競輪選手、競輪評論家（* 1928年）
- 2016年 - 湯田伸子、漫画家（* 1954年）
- 2016年 - アンディ・バスゲイト、アイスホッケー選手（* 1932年）
- 2017年 - 久場とよ、画家（* 1921年）
- 2017年 - 林浩彦、フリーアナウンサー、ミュージシャン（* 1953年）
- 2018年 - 菊池敏行、政治家（* 1946年）
- 2019年 - 佐藤安太、実業家、タカラ（現タカラトミー）創業者（* 1924年）
- 2019年 - 石塚BERA伯広、ギタリスト（電車、元筋肉少女帯）（* 1965年）
- 2020年 - 楠田久男、機械工学者、元佐賀大学学長（* 1916年）
- 2020年 - 吉成正一、写真家（* 1926年）
- 2021年 - 小森龍邦、政治家、部落解放運動家（* 1932年）
- 2021年 - マイケル・ソマレ、政治家、元パプアニューギニア首相（* 1936年）
- 2021年 - ハンヌ・ミッコラ、ラリードライバー、1983年世界ラリー選手権ドライバーズチャンピオン（* 1942年）
- 2022年 - 天野宏、実業家、元呉羽化学工業（現クレハ）社長（* 1938年）
- 2022年 - 山中郁子、政治家（* 1933年）
- 2022年 - 川津祐介､俳優（*1935年）
- 2022年 - 李御寧、文芸評論家、元文化相（* 1934年）
- 2023年 - 潮木守一、教育社会学者、名古屋大学名誉教授（* 1934年）
- 2023年 - 井口洋、日本文学研究者、奈良女子大学元副学長・名誉教授（* 1942年）
- 2023年 - ボブ・リチャーズ、元陸上競技選手、1952年ヘルシンキ・1956年メルボルン五輪棒高跳金メダリスト（* 1926年）
- 2024年 - 佐々木宏幹、宗教人類学者、駒澤大学名誉教授（* 1930年）
- 2024年 - ジェイコブ・ロスチャイルド、貴族、銀行家、政治家、元貴族院議員（* 1936年）
- 2024年 - オレイ・アンダーソン、プロレスラー（* 1942年）
- 2025年 - 乾晴美、政治家（* 1934年）
- 2025年 - 国弘よう子、司会者、映画評論家（* 生年不明）

### 人物以外（動物など）

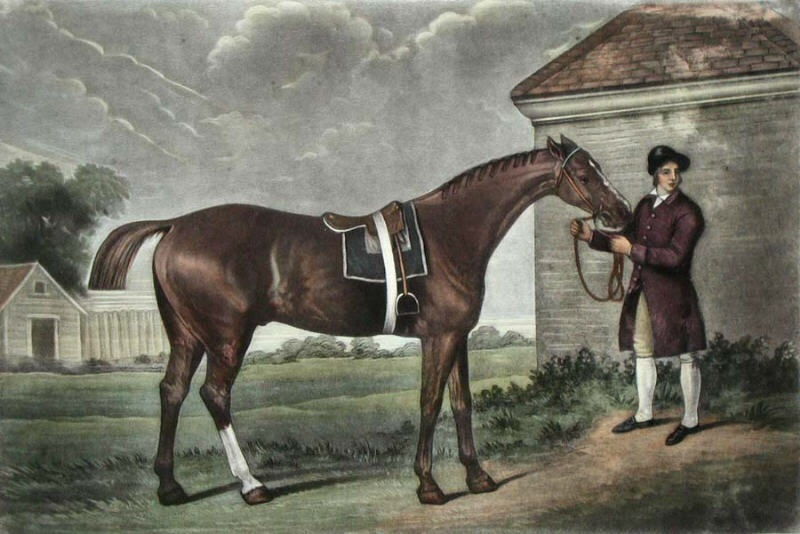
サラブレッドエクリプス(1764-1789)死亡。

- 1789年 - エクリプス、競走馬、サラブレッド三大始祖の1頭（* 1765年）
- 2003年 - 林旺、アジアゾウ（* 1917年）
- 2018年 - ネーハイシーザー、競走馬（* 1990年）

## 記念日・年中行事
- 解放記念日（ クウェート）
1991年のこの日、湾岸戦争で、イラクのフセイン大統領が軍をクウェートから撤退させるとラジオで表明した。
- シュウマイの日（ 日本）
一般社団法人日本シュウマイ協会がシュウマイを活性化させるため、つつむ（226）の語呂合わせからこの日を記念日として制定、商標登録した[12]。
- 包むの日（ 日本）
包装の利便性を広く伝えるため、2014年、東興資材工業が制定した。
- 血液銀行開業記念日（ 日本）
1951年のこの日、日本初の血液銀行である日本ブラッドバンクが大阪に開業した[13]。
- 二・二六事件の日（ 日本）
1936年（昭和11年）のこの日、二・二六事件が発生した。陸軍の皇道派の青年将校が、対立していた統制派の打倒と国家改造を目指し、約1500名の部隊を率いて首相官邸等を襲撃した。内大臣・大蔵大臣等が殺害され、永田町一帯が占拠された[14][15]。
- 咸臨丸の日（ 日本）
万延元年旧暦2月26日（1860年3月18日）、幕府が派遣した使節団が、咸臨丸による37日間の太平洋横断航海を終えてサンフランシスコに到着した[14]。
- 脱出の日（ 日本）
1815年のこの日、エルバ島に流刑されていたナポレオン・ボナパルトが島を脱出してパリに向かった[16]。
- 良忍上人忌（ 日本）
融通念仏宗の開祖良忍上人は、長承元年2月1日に没する。大阪市平野区の大念佛寺では、この遠忌法要が毎年2月24日から2月26日まで営まれる[17]。